# Štvrtok
Štvrtok este o comună slovacă, aflată în districtul Trenčín din regiunea Trenčín. Localitatea se află la altitudinea de 197 m deasupra n.m., se întinde pe o suprafață de 4,08 km2 și în 2017 număra 359 de locuitori.

## Istoric
Localitatea Štvrtok este atestată documentar din 1477.

## Demografie
| An:                | 1994 | 2004   | 2014   | 2024    |
| ------------------ | ---- | ------ | ------ | ------- |
| Număr de persoane: | 340  | 368    | 351    | 478     |
| Diferență:         |      | +8,23% | −4,61% | +36,18% |

| An:                | 2023 | 2024   |
| ------------------ | ---- | ------ |
| Număr de persoane: | 483  | 478    |
| Diferență:         |      | −1,03% |